# (34232) 2000 QL94
2000 QL94 (asteroide 34232) é um asteroide da cintura principal. Possui uma excentricidade de 0.09004450 e uma inclinação de 10.71234º.
Este asteroide foi descoberto no dia 26 de agosto de 2000 por LINEAR em Socorro.